# Prezydenci Islandii
Prezydent Islandii (isl. Forseti Íslands) jest głową państwa w Islandii. Jego uprawnienia są raczej ograniczone.
Prezydent wybierany jest w bezpośrednich wyborach na czteroletnią kadencję. Liczba kadencji nie jest ograniczona. Zazwyczaj, gdy urzędujący prezydent wyraża chęć dalszego sprawowania swojego urzędu, a nikt inny nie zgłasza swojej kandydatury, wybory nie odbywają się, a prezydent rozpoczyna następną kadencję. Dotychczas w historii Islandii od 1944, czyli ostatecznego uzyskania niepodległości od Danii, urzędowało 6 prezydentów, w tym Vigdís Finnbogadóttir – pierwsza na świecie kobieta na takim stanowisku wybrana w sposób demokratyczny.
Rezydencja prezydentów Islandii znajduje się w Bessastaðir w miejscowości Álftanes, niedaleko Reykjavíku, stolicy kraju.

## Lista prezydentów Islandii
| # | Imię i Nazwisko                   | Portret | Kadencja        | Kadencja         |
| # | Imię i Nazwisko                   | Portret | Od              | Do               |
| - | --------------------------------- | ------- | --------------- | ---------------- |
| 1 | Sveinn Björnsson (1881–1952)      |         | 17 czerwca 1944 | 25 stycznia 1952 |
| 2 | Ásgeir Ásgeirsson (1894–1972)     |         | 1 sierpnia 1952 | 31 lipca 1968    |
| 3 | Kristján Eldjárn (1916–1982)      |         | 1 sierpnia 1968 | 31 lipca 1980    |
| 4 | Vigdís Finnbogadóttir (ur. 1930)  |         | 1 sierpnia 1980 | 31 lipca 1996    |
| 5 | Ólafur Ragnar Grímsson (ur. 1943) |         | 1 sierpnia 1996 | 31 lipca 2016    |
| 6 | Guðni Th. Jóhannesson (ur. 1968)  |         | 1 sierpnia 2016 | 31 lipca 2024    |
| 7 | Halla Tómasdóttir (ur. 1968)      |         | 1 sierpnia 2024 | nadal            |